# Бад-Зобернхайм
Бад-Зо́бернхайм (нем. Bad Sobernheim) — город в Германии, курорт, расположен в земле Рейнланд-Пфальц.
Входит в состав района Бад-Кройцнах. Подчиняется управлению Зобернхайм. Население составляет 6442 человека (на 31 декабря 2010 года). Занимает площадь 54,06 км². Официальный код — 07 1 33 501.
Курорт Бад-Зобернхайм один из центров лечения методами Эммануэля Фельке. Фельке работал здесь многие годы и был похоронен в Зоберайме. В его честь названа одна из гимназий города.